# Intimacy
Intimacy — третий студийный альбом британской рок-группы Bloc Party, вышедший 21 августа 2008 года.

## Об альбоме
Первый сингл «Mercury» из третьего альбома Bloc Party «Intimacy» впервые был воспроизведен в Zane Lowe шоу на BBC Radio 1 7 июля 2008 года, а через 15 минут уже был доступен на сайте радиостанции в свободном доступе. Песня имела такой же специфический электронный саунд, как и предыдущий сингл «Flux». За три дня до шоу на BBC Radio 1 на сайте группы был запущен обратный отсчет, оповещающий о скором появлении релиза на волнах этой радиостанции. Фанаты были крайне недовольны столь бессмысленным трюком, ведь по окончании действия счетчика возможность скачать или прослушать релиз так и не появилась. Позже Окерек заявил, что новый альбом будет записан при участии Jacknife Lee и Paul Epworth — продюсеров, которые участвовали в записи предыдущих альбомов и выйдет 11 августа 2008 года. Одновременно с синглом «Mercury» появилось и видео к этой песне.

### Релиз
Группа объявила о выходе альбома во время общения с фанатами в вебчате 18 августа 2008 года. Начиная с этой даты альбом стал доступен для предварительного заказа в форматах высококачественных mp3 (с 21 августа 2008 года) и на CD (с 27 октября 2008 года). Трек «Trojan Horse» из нового альбома был доступен исключительно на сайте NME.com. А с 20 августа 2008 года треки «Signs» и «One Month Off» стали доступны на официальной странице Bloc Party на MySpace.com. 23-24 августа группа выступила на Reading and Leeds Festivals, став второй по значению после хэдлайнеров фестиваля The Killers. Примерно с теми же треками они выступили в качестве хэдлайнеров на фестивале Hydro Connect Music Festival в Аграйл, Шотландия.
Осенью 2008 года группа отправилась на короткий тур по Северной Америке, который включал выступление на Virgin Festival в Торонто 6 сентября 2008 года и первое в истории группы выступление на American college show в Syracuse University. Вернувшись в Великобританию, 30 сентября в Лондоне Bloc Party дали концерт в рамках вручения Q Awards: The Gigs. 19 октября они выступили в Глазго, на MTV2 и на Topman «Gonzo on Tour» (выставка моды, проводимая маркой Topshop). 8 сентября 2008 года Bloc Party заявили, что их следующий сингл «Talons» будет выпущен 20 октября 2008 года. Эта песня не входила в состав mp3 альбома, доступного по предварительным заказам, но была включена в CD релиз. Позже её выложили на сайте и те, кто уже купил mp3 релиз могли скачать её бесплатно. После выхода mp3 релиза Intimacy Bloc Party заявили о предстоящем турне по Великобритании. В январе 2009 года группа официально объявила о туре Bloctober, в который они отправились в октябре 2009 года.
Альбом ремиксов на все треки альбома Intimacy, названный Intimacy Remixed был выпущен 11 мая 2009.

## Список композиций
1. Ares
2. Mercury
3. Halo
4. Biko
5. Trojan Horse
6. Signs
7. One Month Off
8. Zephyrus
9. Better Than Heaven
10. Ion Square

## Чарты
| Чарты (2008)                                    | Peak |
| ----------------------------------------------- | ---- |
| UK Albums Chart                                 | 8    |
| Irish Albums Chart                              | 12   |
| U.S. Billboard 200                              | 18   |
| Billboard Alternative Albums (U.S.)             | 5    |
| Billboard Rock Albums (U.S.)                    | 7    |
| Australian Albums Chart                         | 4    |
| Belgian Albums Chart (Flemish Region\|Flanders) | 2    |
| Belgian Albums Chart (Wallonia)                 | 16   |
| Canadian Albums Chart                           | 17   |
| French Albums Chart                             | 22   |
| German Albums Chart                             | 18   |
| Netherlands Albums Chart                        | 35   |
| New Zealand Albums Chart                        | 14   |

| Song            | Peak | Peak |
| Song            | UK   |      |
| --------------- | ---- | ---- |
| «Mercury»       | 16   |      |
| «Talons»        | 39   |      |
| «One Month Off» | 170  |      |